# Lijst van Europese soevereine huizen
Dit is een zo volledig mogelijke lijst van alle Europese soevereine huizen; al deze huizen bestaan nog steeds.

## Niet meer bestaande landen (excl. in Duitsland opgegane deelstaten)
- Het Koninklijk en Keizerlijk Huis van Oostenrijk-Hongarije; het Huis van Habsburg-Lotharingen
- Het Koninklijk Huis der Beide Siciliën; het Huis Bourbon-Sicilië
- Het Groothertogelijk Huis van Toscane; het Huis van Habsburg-Toscane
- Het Hertogelijk Huis van Modena; het Huis van Habsburg-Este
- Het Hertogelijk Huis van Parma; het Huis van Bourbon-Parma

## In het huidige Duitsland opgegane deelstaten
- Het Koninklijk Huis van Beieren; het Huis Wittelsbach
- Het Koninklijk Huis van Brunswijk; het Huis van Hannover
- Het Koninklijk Huis van Pruisen; het Huis van Hohenzollern
- Het Koninklijk Huis van Saksen; het Huis van Saksen
- Het Hertogelijk Huis van Saksen-Altenburg; het Huis van Saksen-Altenburg
- Het Koninklijk Huis van Württemberg; het Huis van Württemberg
- Het Prinselijk Huis van Lippe; het Huis van Lippe
- Het Prinselijk Huis van Reuss; het Huis van Reuss
- Het Prinselijk Huis van Schaumburg-Lippe; het Huis van Lippe-Schaumburg
- Het Prinselijk Huis van Schwarzburg; het Huis van Schwarzburg
- Het Prinselijk Huis van Waldeck-Pyrmont; het Huis van Waldeck-Pyrmont
- Het Hertogelijk Huis van Holstein; het Huis Sleeswijk-Holstein
- Het Groothertogelijk Huis van Baden; het Huis van Zähringen
- Het Groothertogelijk Huis van Hessen; het Huis van Brabant
- Het Groothertogelijk Huis van Mecklenburg-Schwerin; het Huis van Mecklenburg-Schwerin
- Het Groothertogelijk Huis van Mecklenburg-Strelitz; het Huis van Mecklenburg-Strelitz
- Het Groothertogelijk Huis van Oldenburg; het Huis van Holstein-Gottorp-Oldenburg
- Het Groothertogelijk Huis van Saksen-Weimar-Eisenach; het Huis van Saksen-Weimar-Eisenach
- Het Hertogelijk Huis van Anhalt; het Huis der Ascaniërs
- Het Hertogelijk Huis van Saksen-Coburg; het Huis van Saksen-Coburg

## Niet meer regerend vorstenhuis, bestaand land
- Het Keizerlijk Huis van Frankrijk; het Huis Napoléon
- Het Koninklijk Huis van Frankrijk; het Huis van Orléans
- Het Keizerlijk Huis van Duitsland; het Huis van Hohenzollern
- Het Keizerlijk Huis van Rusland; het Huis Romanov-Holstein-Gottorp
- Het Koninklijk Huis van Albanië; het Huis Zogoe
- Het Koninklijk Huis van Bulgarije; het Huis van Saksen-Coburg-Gotha
- Het Koninklijk Huis van Griekenland; het Huis van Schleswig-Holstein-Sonderburg-Glücksburg-Oldenburg
- Het Koninklijk Huis van Italië; het Huis van Savoie
- Het Koninklijk Huis van Joegoslavië; het Huis van Karageorevitsj
- Het Koninklijk Huis van Montenegro; het Huis van Pjetrovitsj-Njegosj
- Het Koninklijk Huis van Portugal; het Huis van Bragança
- Het Koninklijk Huis van Roemenië; het Huis van Hohenzollern-Sigmaringen

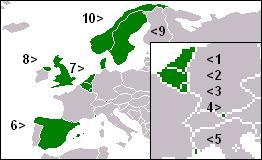
Monarchieën in Europa op dit moment

## Regerend vorstenhuis, bestaand land
- Het Koninklijk Huis van België; het Huis van Saksen-Coburg-Gotha (heet sinds 1920 Van België)
- Het Koninklijk Huis van Denemarken; het Huis van Schleswig-Holstein-Sonderburg-Glücksburg-Oldenburg
- Het Koninklijk Huis van Groot-Brittannië; het Huis van Saksen-Coburg-Gotha (heet sinds 1917 Windsor)
- Het Koninklijk Huis van Nederland; het Huis van Oranje-Nassau (Ottoonse Linie van het Nassause Huis, tak Nassau-Dietz)
- Het Koninklijk Huis van Noorwegen; het Huis van Schleswig-Holstein-Sonderburg-Glücksburg-Oldenburg
- Het Koninklijk Huis van Spanje; het Huis van Bourbon
- Het Koninklijk Huis van Zweden; het Huis Bernadotte
- Het Prinselijk Huis van Liechtenstein; het Huis van Liechtenstein
- Het Prinselijk Huis van Monaco; het Huis van Grimaldi
- Het Groothertogelijk Huis van Luxemburg; het Huis van Nassau-Weilburg (Walramse Linie van het Nassause Huis, tak Nassau-Weilburg)